# Aedes inquinatus
Aedes inquinatus är en tvåvingeart som beskrevs av Edwards 1922. Aedes inquinatus ingår i släktet Aedes och familjen stickmyggor. Inga underarter finns listade i Catalogue of Life.